# Roger de La Fresnaye

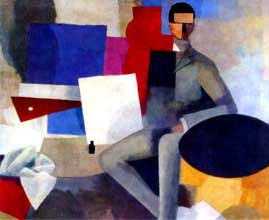
Pittura di Roger de la Fresnaye

Roger de La Fresnaye (Le Mans, 11 luglio 1885 – Grasse, 27 novembre 1925) è stato un pittore francese, tra gli iniziatori del cubismo.

## Biografia
Originario di una ricca famiglia di provincia, con solide tradizioni militari alle spalle, a 13 anni parte per Parigi per completare gli studi. Nel 1908 si diploma presso la Ecole des Beaux-Arts e si perfeziona con i maestri Maurice Denis e Paul Sérusier.
Superata una breve esperienza Nabis, tra il 1912 e il 1914 diventa membro della Section d'Or e adatta la sua pittura ad un tipo di cubismo che verrà definito orfico da Guillaume Apollinaire. Roger de la Fresnaye sembra essere coinvolto ed attratto dal cubismo più nelle sue dinamiche stilistiche e di visione formale che nella struttura di costruzione dell'opera (come avviene per Georges Braque e Pablo Picasso.
È ormai un artista affermato, perfettamente integrato nel clima mondano della capitale, quando lo scoppio del conflitto mondiale lo porta ad affrontare una difficile decisione personale. Spinto dalla famiglia parteciperà quindi alla guerra come ufficiale. L'esperienza bellica sarà però decisiva per il suo stato di salute e chiuderà di fatto la sua militanza cubista. Terminato il conflitto, molto provato, si ritira in campagna, dove morirà appena quarantenne nel 1925.
Pittore sensibilissimo, tra i grandi protagonisti del '900, si identifica per uno stile fresco ed elegante che ben emerge da uno dei suoi capolavori, La Conquista dell'Aria, oggi conservato al Il Museum of Modern Art (MoMA) di New York: lui e su fratello, seduti a un tavolino del bar, mentre le bandiere francesi sventolano al sole e un pallone aerostatico si innalza nel cielo.